# Lobke Berkhout
Lobke Berkhout (Amsterdã, 11 de novembro de 1980) é uma velejadora holandesa.

## Carreira
É medalhista olímpica nos jogos de Pequim 2008, e Londres 2012 com a medalha de prata e bronze na classe 470. Ela é penta-campeã mundial em sua classe.